# Ilama (Honduras)
Ilama (uit het Nahuatl: "Berg van de oude vrouw") is een gemeente (gementecode 1612) in het departement Santa Bárbara in Honduras.
Ilama is gesticht door families die uit het dorp Teconíztaigua kwamen, enkele kilometers verderop. Het dorp heeft ook Ilamatepeque geheten. Met de bouw van de kerk is in de 18e eeuw begonnen. Hij is voltooid in de 19e eeuw

## Bevolking
De bevolking is als volgt verdeeld:
| Vrouwen | 4352 | 47,6% |
| Mannen  | 4785 | 52,4% |

## Dorpen
De gemeente bestaat uit dertien dorpen (aldea), waarvan het grootste qua inwoneraantal: Ilama (code 161201).